# Emma de Normandie
Pour les articles homonymes, voir Emma.
Titres
Reine consort d'Angleterre
1002 – 1013
Reine consort d'Angleterre
1014 – 23 avril 1016
Reine consort d'Angleterre
1017 – 12 novembre 1035
Emma de Normandie ou Ælfgifu (début des années 980ou vers 990 – 6 ou 7 mars 1052,, Winchester) est une princesse normande devenue reine en tant qu'épouse successive de deux souverains anglais. Elle est d'abord l'épouse d'Æthelred le Malavisé (1002-1016), puis celle de Knut le Grand (1017-1035) et aussi roi de Danemark à partir de 1018. Elle est la mère des rois Knud le Hardi (1035-1042) et Édouard le Confesseur (1042-1066).

## Biographie

### ÆthelredII, la première couronne
Elle est la fille du duc de Normandie Richard sans Peur et de sa « frilla » Gunnor. Elle naît probablement au début des années 980, et on ne connaît rien de son enfance.
À la fin des années 980, une dispute oppose le roi d'Angleterre Æthelred le Malavisé au duc Richard Ier. Le souverain reproche sans doute au duc de laisser des flottes vikings utiliser les rivages de Normandie comme bases arrière pour dévaster ses côtes. Un traité entre les deux hommes est négocié sous l'égide du pape en 990-991. Durant la décennie 990 cependant, des flottes vikings continuent à revenir régulièrement en Angleterre (991, 993-994). L'attaque est plus sérieuse encore à partir de 997. L'armée viking est cette fois organisée pour rester plusieurs années. Elle passe en Normandie pour y hiverner en 1000, et retourne en Angleterre l'année suivante. Æthelred finit par acheter son départ pour 24 000 livres. Cette situation pousse le roi à négocier avec le duc Richard II et à sceller un nouvel accord.
Le mariage entre Æthelred, récemment veuf, et la jeune Emma est alors conclu. Emma traverse la Manche et épouse Æthelred au printemps de l'année 1002. Elle est connue sous le prénom saxon d’Ælfgifu. Pour S. Keynes, c'est aussi le nom de la première épouse du roi. Pour P. Stafford, on ne sait si Athelred a été marié une ou deux fois avant de s'unir avec Emma, et le prénom de l'épouse précédente n'est pas établi avec certitude. Elle devient reine d’une Angleterre en proie aux ambitions danoises. Son mari est déjà le père d'au moins six garçons et de quatre filles. On ne sait que très peu de choses sur ses activités de reine. Les historiens pensent qu'elle était plus présente à la cour que la précédente reine, car elle figure comme témoin dans de nombreuses chartes de son mari.
Le 13 novembre 1002, Æthelred ordonne l'exécution de tous les Danois d'Angleterre. C'est le fameux massacre de la Saint-Brice. Cela a pour effet de considérablement radicaliser l'attitude du roi danois Sven Barbe Fourchue. Les raids toujours plus violents vont alors se succéder sur les côtes anglaises. Emma donne le jour entre 1003 et 1005 à Islip, à un premier fils, auquel est donné le prénom d'Édouard, le futur Édouard le Confesseur. Emma concède au nouveau-né les domaines de Marston et d'Islip.
Suivront ensuite, dans un ordre indéterminé, une fille nommée Godgifu et un second fils nommé Alfred,,. Les relations dans le couple sont difficiles si l'on en croit Guillaume de Malmesbury : « Il était tellement inconstant à l’égard de sa femme, qu’il daignait à peine sa présence dans son lit, alors qu’il rabaissait la dignité royale par ses rapports avec des prostituées. Elle, pourtant consciente de son haut lignage, apparut indigne aux yeux de son mari, ne se faisant aimer de lui ni par son irréprochable modestie, ni par sa fécondité. ». Il semble aussi que ses fils ne bénéficient pas d'un traitement préférentiel par rapport à leurs demi-frères.
Fin 1013, Emma doit un temps trouver refuge en Normandie avec son mari et ses enfants. Les Vikings danois ravagent l’Angleterre. Sven Barbe fourchue entreprend sa conquête systématique et finit par s'en proclamer le roi. Il meurt cependant le 2 ou le 3 février 1014, ce qui permet à Æthelred et sa famille de revenir en Angleterre.

### Knut le Grand, la seconde couronne

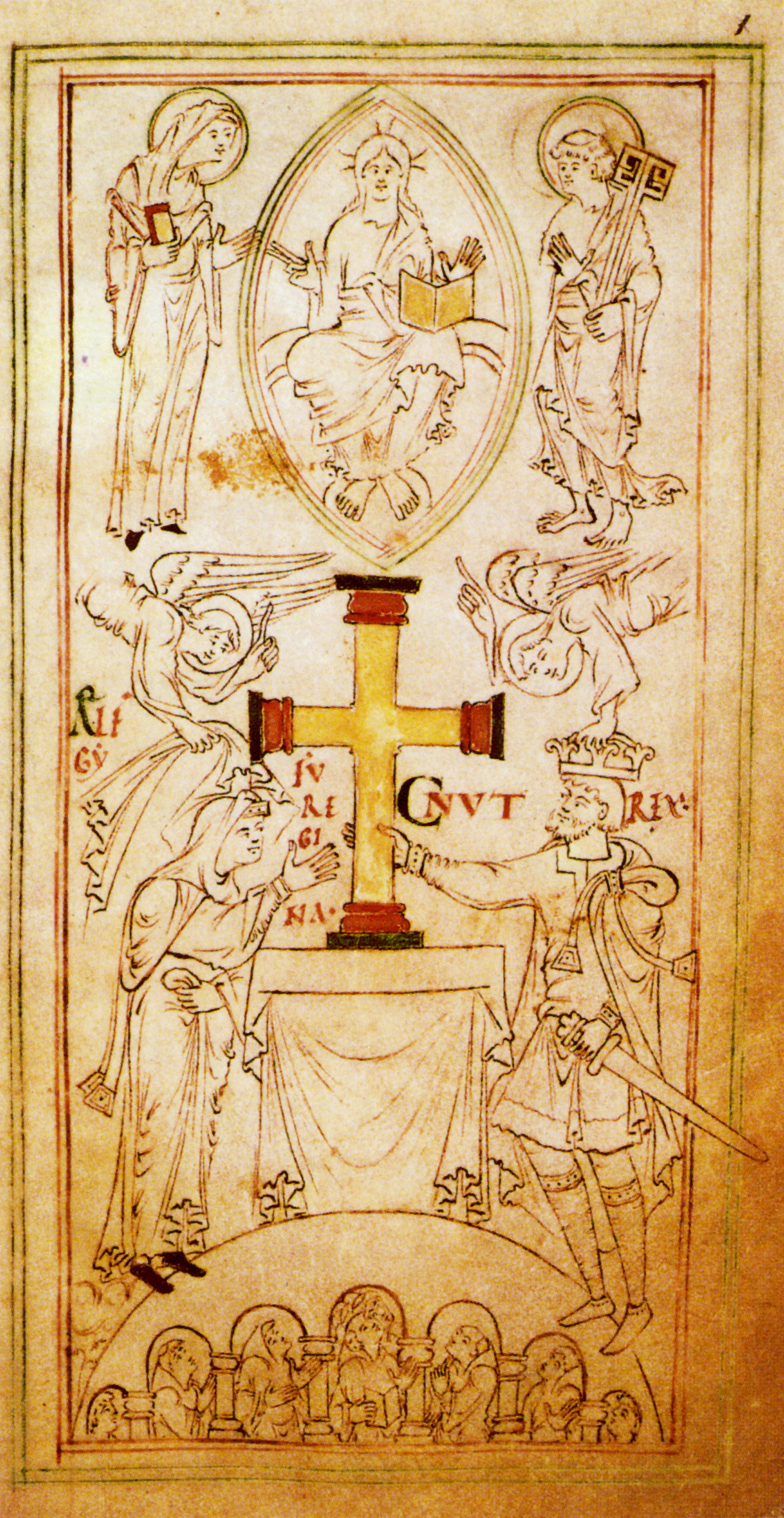
Emma et Knut offrent en 1031 une croix d'or et d'argent au New Minster de Winchester (Liber Vitae de New Minster, British Library Stowe 944, fol 6 r).

La mort de Sven n'a cependant pas débarrassé l'Angleterre du péril scandinave. Dès 1015, son fils cadet Knut revient à la charge et débarque dans le nord du pays. Æthelred évite soigneusement de l'affronter et meurt peu après, le 23 avril 1016. C'est l'un des fils survivants de son premier mariage, Edmond Côtes-de-Fer, qui reprend le flambeau de la guerre contre l'envahisseur. Il se fait proclamer roi par les habitants de Londres. Pour le chroniqueur médiéval Jean de Worcester, Knut reçoit le soutien des grands barons anglais qui lui jurent fidélité.
Édouard, l’aîné des fils d’Emma, est seulement âgé de 11 à 13 ans et ne peut faire valoir aucun argument dans le conflit qui s'annonce. Elle prend en revanche certainement la décision de l'envoyer aux côtés de son beau-fils Edmond, afin de faire acte de présence dans la lutte de la dynastie saxonne pour sa survie et d'ainsi marquer des points politiques.
Après plusieurs mois d'une lutte épique, et un accord pour se partager le pays, Edmond meurt le 30 novembre 1016 et Knut devient seul roi d'Angleterre. Il choisit alors d'épouser Emma. Politiquement, cela permet de légitimer sa conquête, et un mariage avec la veuve de son prédécesseur lui semble le moyen idéal de s'inscrire dans la continuité dynastique. Cela permet aussi de décourager les partisans de la cause des fils d'Emma, et de renouveler l'ancienne alliance anglo-normande. On ne sait si elle se marie de force ou si, comme l'écrit l'auteur de l'Encomium Emmae Reginae (Éloge de la reine Emma), texte commandité par Emma elle-même vers 1041, elle se trouve en Normandie au moment de l'avènement de Knut et choisit sans contrainte d'accepter la proposition du souverain,. Toutefois, ses enfants restent en exil en Normandie.
Emma règne aux côtés de Knut sur l'Angleterre pendant 18 ans. De nombreux auteurs ont souligné l'importance croissante prise par la reine dans les affaires du royaume,. Elle est d'ailleurs très souvent mentionnée aux côtés de son époux, comme s'ils étaient indissociables l'un de l'autre. Elle délaisse totalement ses enfants restés en exil en Normandie et donne à son nouvel époux un fils, Harthaknut (Knut le Dur, ou le Hardi) vers 1018, et une fille, Gunnhlid vers 1020. Knut devient par ailleurs roi du Danemark en 1019 et de Norvège en 1028. Il constitue ainsi ce que les historiens nomment volontiers l'Empire Danois. Il doit donc fréquemment s'absenter et quelques signes laissent à penser qu'Emma assume en personne une forme de régence durant les périodes de vacance, sans doute aux côtés des principaux barons du royaume et des archevêques d'York et de Cantorbéry. Elle se montre également tout au long de ces années une grande bienfaitrice de l'Église.
À la cour d’Angleterre vit aussi Ælfgifu de Northampton, la première épouse (more danico) de Knut. Cette femme de caractère, descendante de l'une des plus hautes familles du nord du pays, a donné deux autres fils au roi anglo-danois avant son mariage avec Emma : Sven et Harold Pied de Lièvre. En 1024 ou 1025, Knut envoie le très jeune Harthaknut au Danemark et le fait reconnaître comme roi, toujours sous son contrôle toutefois. En 1030, c'est au tour de Sven d'être expédié en Norvège, avec le titre de régent. Sa mère, Ælfgyfu, l'accompagne avec pour mission d'assumer le pouvoir. Elle s'acquitte de cette mission d'une main de fer, mais s'attire ainsi l'hostilité des Norvégiens. Elle doit prendre la fuite avec son fils au cours de l'année 1035 et revenir en Angleterre. La très forte rivalité entre les deux femmes reprend et est appelée à s'exacerber à la mort de Knut, le 12 novembre 1035.

### La reine-mère
Harthaknut succède sans encombre à son père au Danemark. Il doit cependant faire face aux ambitions du nouveau maître de la Norvège, Magnus le Bon qui cherche à envahir son royaume. Occupé sur les rives de la Baltique, il ne peut défendre en personne ses droits sur la couronne anglaise. Ælfgyfu de Northampton profite de cette absence pour activer ses nombreux réseaux et pousser son second fils, Harold Pied de Lièvre, vers le trône. Ce dernier arrache très vite à Emma une large partie du trésor de Knut qu'elle gardait à Winchester, mais il ne parvient pas à s'imposer à la tête de toute l'Angleterre. Une assemblée se tient à Oxford peu après la mort de Knut. Elle entérine la domination d'Harold sur le nord du royaume et celle d'Harthaknut sur le Wessex. En l'absence de ce dernier « il est décidé qu'Ælfgyfu (Emma), mère d'Harthaknut, pouvait s'établir à Winchester avec les housecarles du roi, son fils, et tenir tout le Wessex dans sa main en son nom ». Pauline Stafford souligne que dès cette époque, des ateliers monétaires battent monnaie tantôt à l'effigie d'Harold, tantôt à celle d'Harthaknut.

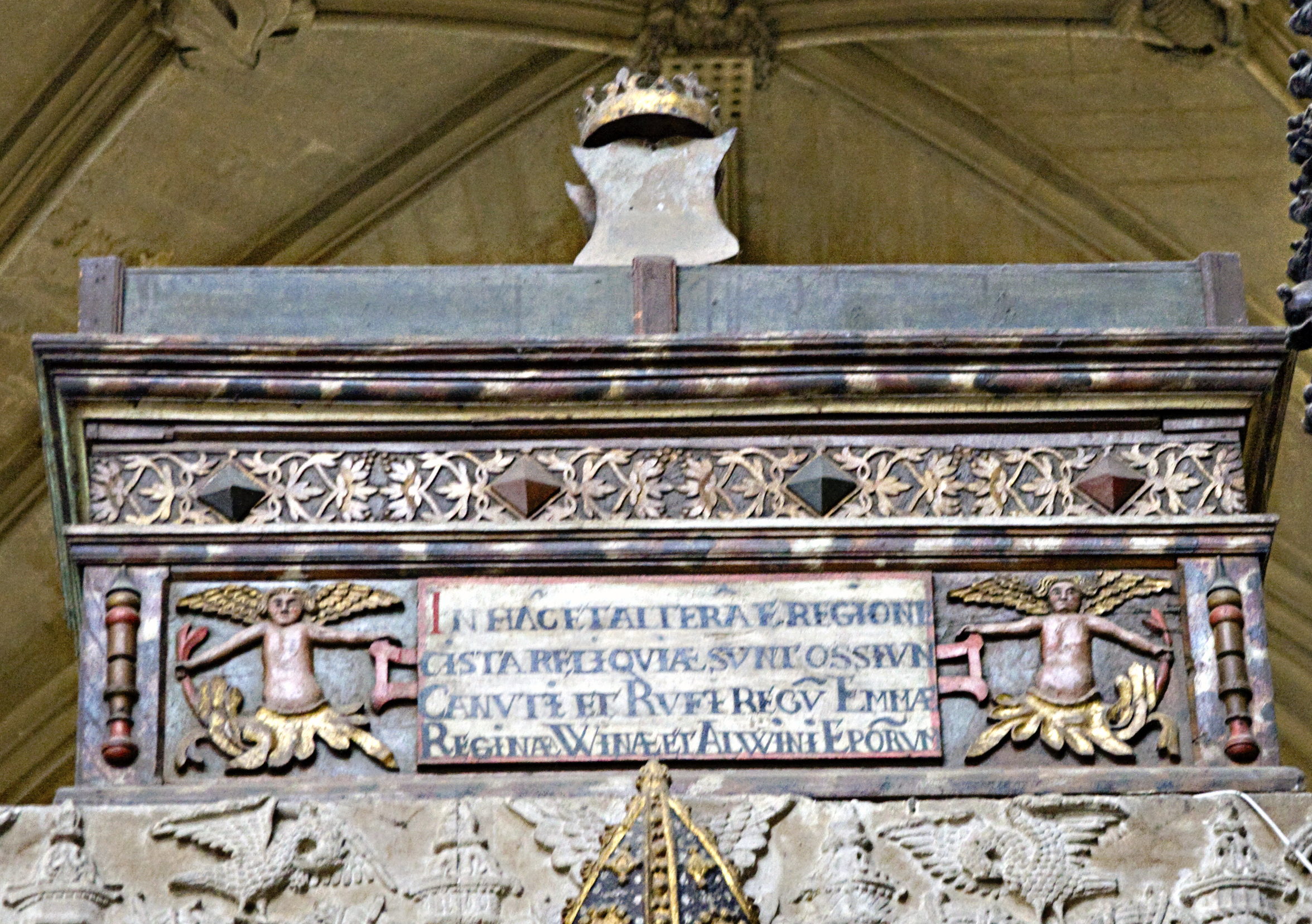
Chasse de la cathédrale de Winchester qui contenait autrefois avec certitude les restes d'Emma et de Knut. Les ossements de toutes les sépultures ont été dispersés et mélangés lors du sac de la cathédrale par les troupes parlementaires, le 12 décembre 1642.

C'est le moment que choisissent les fils du premier lit d'Emma pour tenter un retour en Angleterre. Guillaume de Jumièges affirme qu'Édouard débarque à Southampton, mais qu'il comprend vite la dangerosité de la situation et qu'il préfère rebrousser chemin. Son frère Alfred n'a pas la même perspicacité. Selon l'Encomium Emmae Reginae, il répond en 1036 à l'invitation d'une fausse lettre d'Emma et débarque en Angleterre. Il veut rejoindre sa mère à Winchester, mais le comte Godwin de Wessex, jusque-là allié d'Emma et d'Harthaknut, l'intercepte et le livre au roi Harold. Celui-ci ordonne de massacrer l'escorte du jeune homme et le fait torturer cruellement. Alfred décèdera des suites de ses mutilations au monastère d'Ely, peut-être le 5 février 1037. Pour l'historien britannique Simon Keynes, c'est la défection du comte Godwin qui provoque ces tentatives d'invasion des fils d'Emma, sur l'invitation de cette dernière. On ne peut déterminer avec précision le degré d'implication d'Emma dans cette affaire. Elle a vraisemblablement cherché à attirer ses premiers fils en Angleterre, pour tenter de les utiliser comme des armes politiques et ainsi renforcer sa propre position. Mais elle n'est en revanche pour rien dans la mort odieuse d'Alfred. Harold est désormais reconnu comme seul souverain, et Emma doit s'exiler pour la seconde fois. La Normandie étant alors en proie aux troubles de la minorité de Guillaume le Conquérant, elle prend cette fois la direction de la Flandre.
Ce n’est qu’en 1040 qu’Harthaknut fait la paix avec Magnus. Il rejoint alors sa mère en Flandre et ils préparent ensemble une expédition pour la reconquête de l'Angleterre. Ils n’ont cependant pas besoin de combattre, car Harold Pied de Lièvre meurt le 17 mars 1040. Emma et Harthaknut traversent la Manche et débarquent à Sandwich le 17 juin 1040. Harthaknut est reconnu comme roi par le witenagemot et couronné dans la foulée. Emma atteint alors le sommet de sa puissance. Elle est l’omnipotente mater regis, qui signe fièrement une charte de son fils datée de 1042. C'est aussi à cette époque qu'elle commandite le manuscrit de l'Encomium Emmae reginae, ouvrage rédigé à sa gloire et à celle de Knut.
Durant son second mariage et immédiatement après la mort de Knut, Emma a constamment favorisé la descendance de Knut au détriment de celle d’Æthelred. C'est pourtant sans doute à son instigation, qu'Harthaknut invite Édouard à revenir en Angleterre. Emma espère ainsi renforcer sa position dans le pays, en atténuant le ressentiment d'une partie de la noblesse anglaise et réconciliant les maisons saxonne et danoise. Son triomphe n'est toutefois que de courte durée, car Harthaknut décède le 8 juin 1042. Contre toute attente après tant de péripéties et d'années d'exil, Édouard le Confesseur monte sur le trône le 3 avril 1043, sans réelle opposition. Emma espère sans doute jouer auprès de lui le même rôle que celui qu'elle a occupé sous Harthaknut. Mais Édouard n'est plus un jeune homme et il a contre cette mère qui l'a si longtemps négligé un fort ressentiment. Il l’écarte définitivement du pouvoir à la mi-novembre 1043 en lui confisquant l'ensemble de ses trésors, et en déplaçant le centre du pouvoir de Winchester à Londres. Après une brève disgrâce, Emma est autorisée à revenir à la cour. Elle apparaît encore sur quelques documents officiels, dont une charte datée de 1044 en faveur de l'évêque Ælfwine de Winchester,, la ville où elle possède la résidence de Godebegot et où elle aime particulièrement résider.
Un chroniqueur écrivant après les faits relate qu'Emma et Ælfwine, l'évêque de Winchester (1032-1047) auraient entretenu une relation adultérine. Emma aurait passé avec succès une ordalie par le fer rouge. Les histoires qui font d'elle une espionne à la solde du roi de Norvège Magnus le Bon ne reposent sur aucun fondement solide.
Emma de Normandie a longtemps été oubliée en France. C’est pourtant grâce à sa parenté que son petit-neveu, Guillaume le Conquérant, se trouvera en position d'affirmer ses prétentions à la couronne anglaise en 1066. Contrairement à une croyance trop répandue, elle ne semble jamais avoir porté les titres de reine du Danemark ou de Norvège.
Elle meurt à Winchester le 6 ou 7 mars 1052. Elle est inhumée dans l'Old Minster de Winchester aux côtés de son second mari et de leur fils Harthaknut.

## Mariages et descendance
De son premier mariage, célébré en 1002, avec Æthelred II (v. 996-1016), roi d’Angleterre elle donne naissance à :
- Édouard le Confesseur (1003/1005-1066), roi d’Angleterre de 1042 à 1066 ;
- Alfred († vers 1037) ;
- Godjifu († avant 1049), mariée à Dreux († 1035), comte de Vexin et d’Amiens, puis à Eustache II (v. 1020 † 1085), comte de Boulogne.

De son second mariage, célébré en juillet 1017, avec Knut le Grand, roi d’Angleterre, de Danemark et de Norvège, sont nés :
- Harthacnut (1018-1042), roi d’Angleterre de 1040 à 1042 ;
- Gunhlid (ou Cunégonde) (v. 1020-1038), mariée le 29 juin 1036 à Henri III, empereur germanique.

## Dans la culture populaire
Emma de Normandie est l'un des personnages principaux de la série télévisée Vikings: Valhalla. Elle est incarnée par l'actrice allemande Laura Berlin.